# Gervaise Pierson
Pour les articles homonymes, voir Pierson.

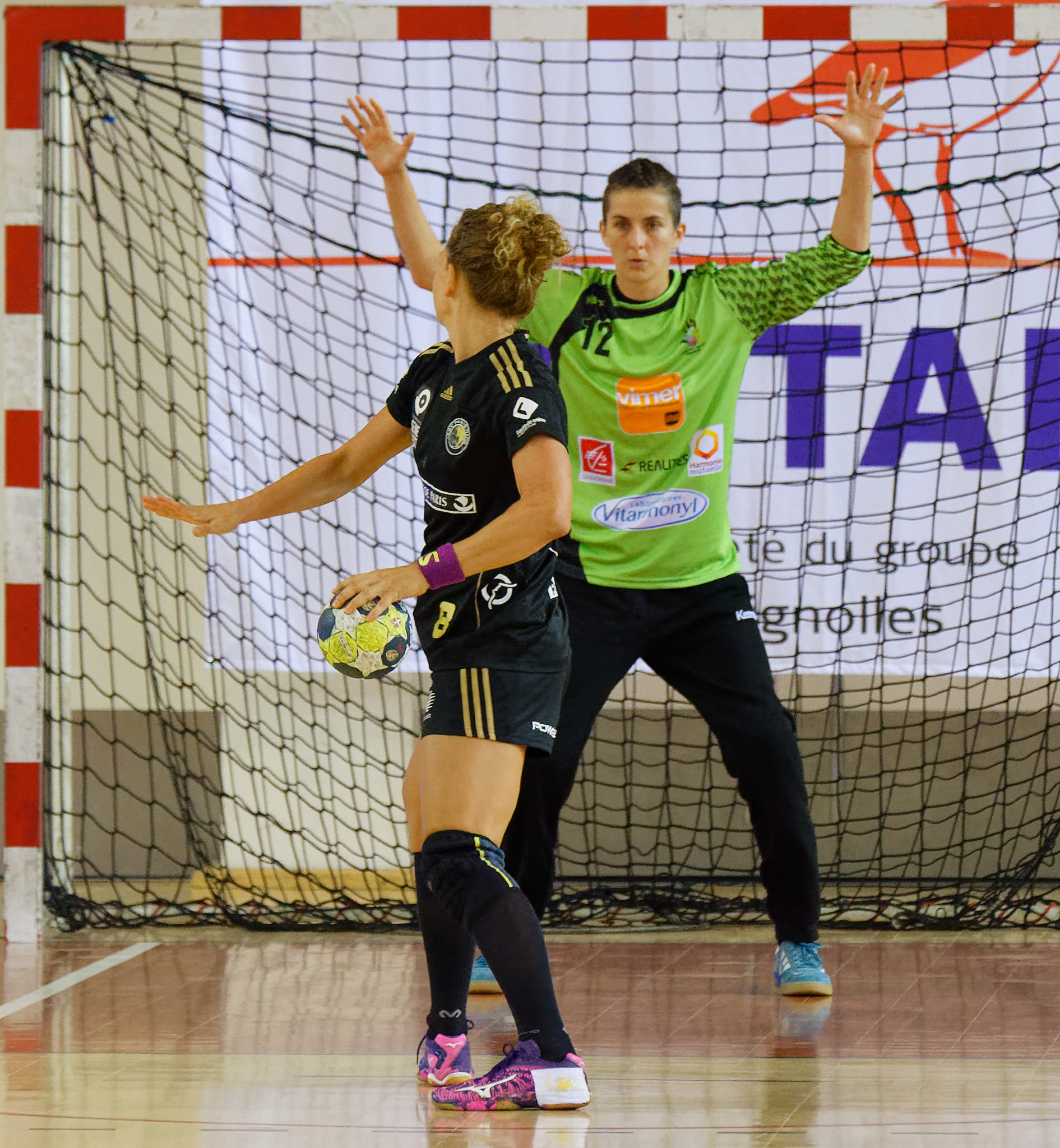
Gervaise Pierson le 14 septembre 2016

Gervaise Anaïck Amélie Pierson, née le 9 juillet 1986 à Neufchâteau, est une ancienne handballeuse internationale française, évoluant au poste de gardienne de but.

## Biographie
D'origine vosgienne, elle grandit à Saulxures-sur-Moselotte où ses parents sont boulangers. Elle pratique l'athlétisme au sein du Club olympique de la Haute Moselotte et, en 2000, garde les buts de l'équipe mixte de handball des moins de 16 ans du club de Cleurie.
Elle réussit à concilier le sport et les études, d'abord au lycée Robert-Schuman et en UFR à Metz, puis STAPS à Montpellier. Elle est titulaire d’un Master de préparateur physique et mental.
En 2012, elle réussit le concours d'entrée de l'École de kinésithérapie de Nancy, lui permettant de retrouver le club messin.
A l'été 2012, elle connaît sa première sélection en équipe de France contre le Danemark.
Au cours de la saison 2012-2013, où elle partage le poste de gardienne avec Laura Glauser, elle réalise le doublé championnat-coupe de France avec le Metz Handball et atteint la finale de la Coupe de l'EHF.
Après avoir été longtemps absente des terrains au début de la saison 2013-2014, elle signe son retour au premier plan en participant activement à la victoire en coupe de la Ligue, à domicile, contre Fleury (25-20), avec 18 arrêts,. Dans la foulée, elle est élue meilleure joueuse de LFH pour le mois de mars 2014 et participe aux play-off qui voient la victoire du Metz Handball face à Issy Paris Hand et remporte son 2e titre de championne de France.
Après trois saisons à Metz, marquées par plusieurs titres, Gervaise Pierson rejoint Yutz, club de 2e division à la fin de la saison 2014-2015. Elle souhaite notamment pouvoir se consacrer à l'obtention de son diplôme de kinésithérapeute.
Pour la saison 2016-2017, elle retrouve la première division en s'engageant avec le Nantes Loire Atlantique Handball.
Alors qu'elle s'était engagée avec Besançon pour la saison 2018-2019, elle met finalement un terme prématuré à sa carrière en avril 2018 pour raisons de santé après avoir subi la seconde commotion cérébrale de sa carrière.

## Palmarès

### En club
compétitions internationales
- finaliste de la Coupe de l'EHF (C3) en 2013 (avec Metz Handball)

compétitions nationales
- championne de France en 2013 et 2014 (avec Metz Handball)
- vainqueur de la coupe de France en 2013[8] et 2015 (avec Metz Handball)
- vainqueur de la coupe de la Ligue en 2014 (avec Metz Handball)

### En sélection nationale
- première sélection en équipe de France contre le Danemark le 14 juillet 2012.

### Distinctions individuelles
- joueuse LFH du mois en avril 2013[9] et mars 2014[10]